# Bandera de Santo Tomé y Príncipe
La bandera nacional de Santo Tomé y Príncipe fue adoptada el 5 de noviembre de 1975. Sus colores, los mismos del panafricanismo y las 2 estrellas africanas negras simbolizan su unidad con los demás países africanos, pero las estrellas también representan las islas que componen el país.

## Históricas

Bandera de Santo Tomé y Príncipe (1667–1707)
Bandera de Santo Tomé y Príncipe (1707–1816)
Bandera de Santo Tomé y Príncipe (1816–1826)
Bandera de Santo Tomé y Príncipe (1826–1830)
Bandera de Santo Tomé y Príncipe (1830–1911)
Bandera de Santo Tomé y Príncipe (1911–1975)

- Datos: Q169907
- Multimedia: National flag of São Tomé and Príncipe / Q169907